# 26 Brygada Rakietowa Obrony Powietrznej

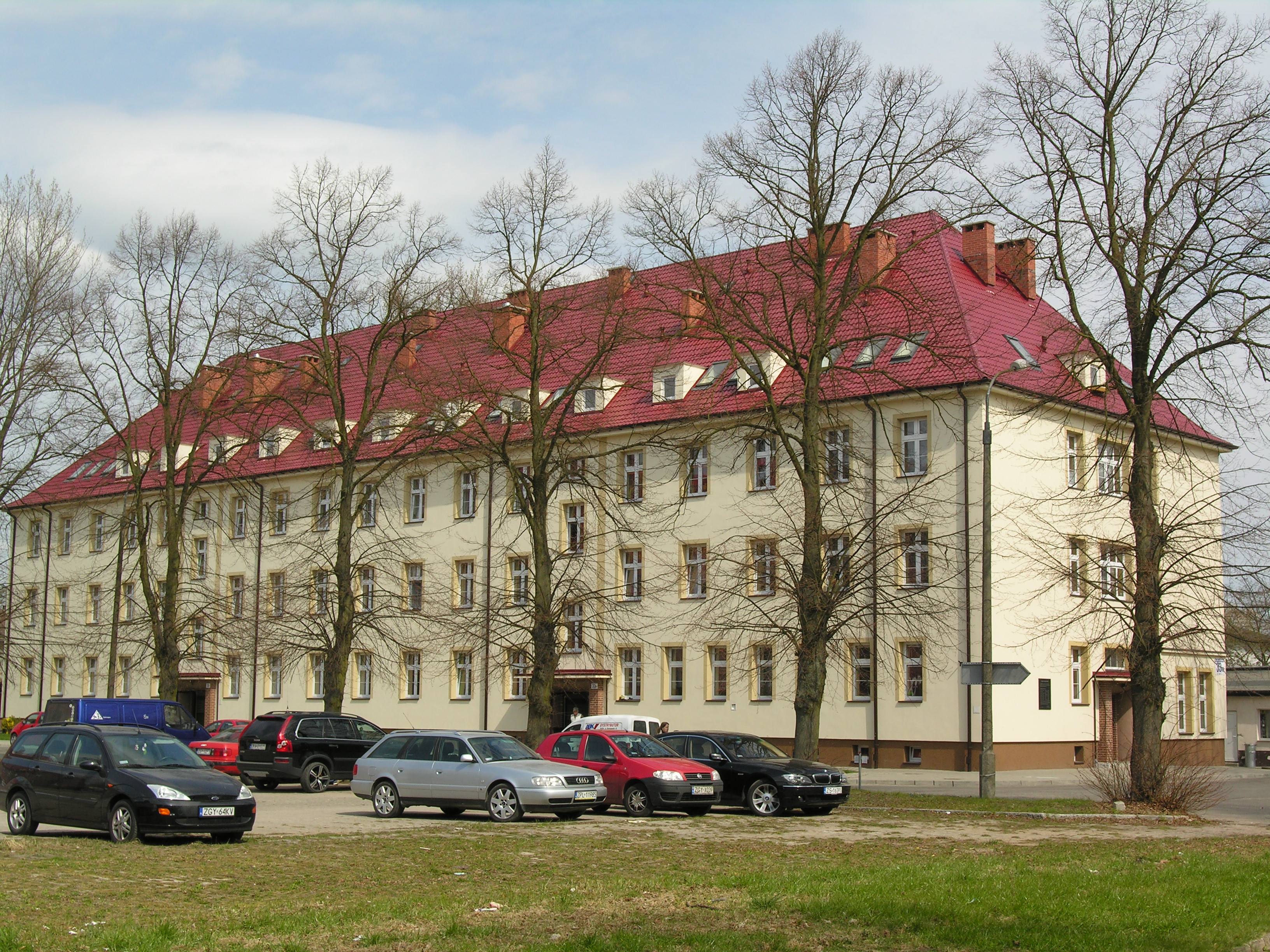
Gryfice – w tych koszarach stacjonował sztab brygady

26 Brygada Rakietowa Obrony Powietrznej (26 BR OP) – związek taktyczny Wojsk Obrony Powietrznej Kraju.

## Formowanie
Decyzji o powstaniu 26 Brygady Artylerii Obrony Powietrznej Kraju należy poszukiwać w prowadzonym od 1959 roku programie rakietyzacji Wojsk OPK. Realizacja tego rozkazu wraz z harmonogramem tworzenia rakietowej osłony ważnych obiektów i rejonów ekonomicznych spowodowała konieczność przezbrojenia istniejącego od połowy lat pięćdziesiątych i stacjonującego w Szczecinie 129 Samodzielnego pułku artylerii Obrony Powietrznej Kraju. Podstawą prawną było zarządzenie Szefa Sztabu Generalnego Wojska Polskiego nr 0146/Org. z 13 października 1967.

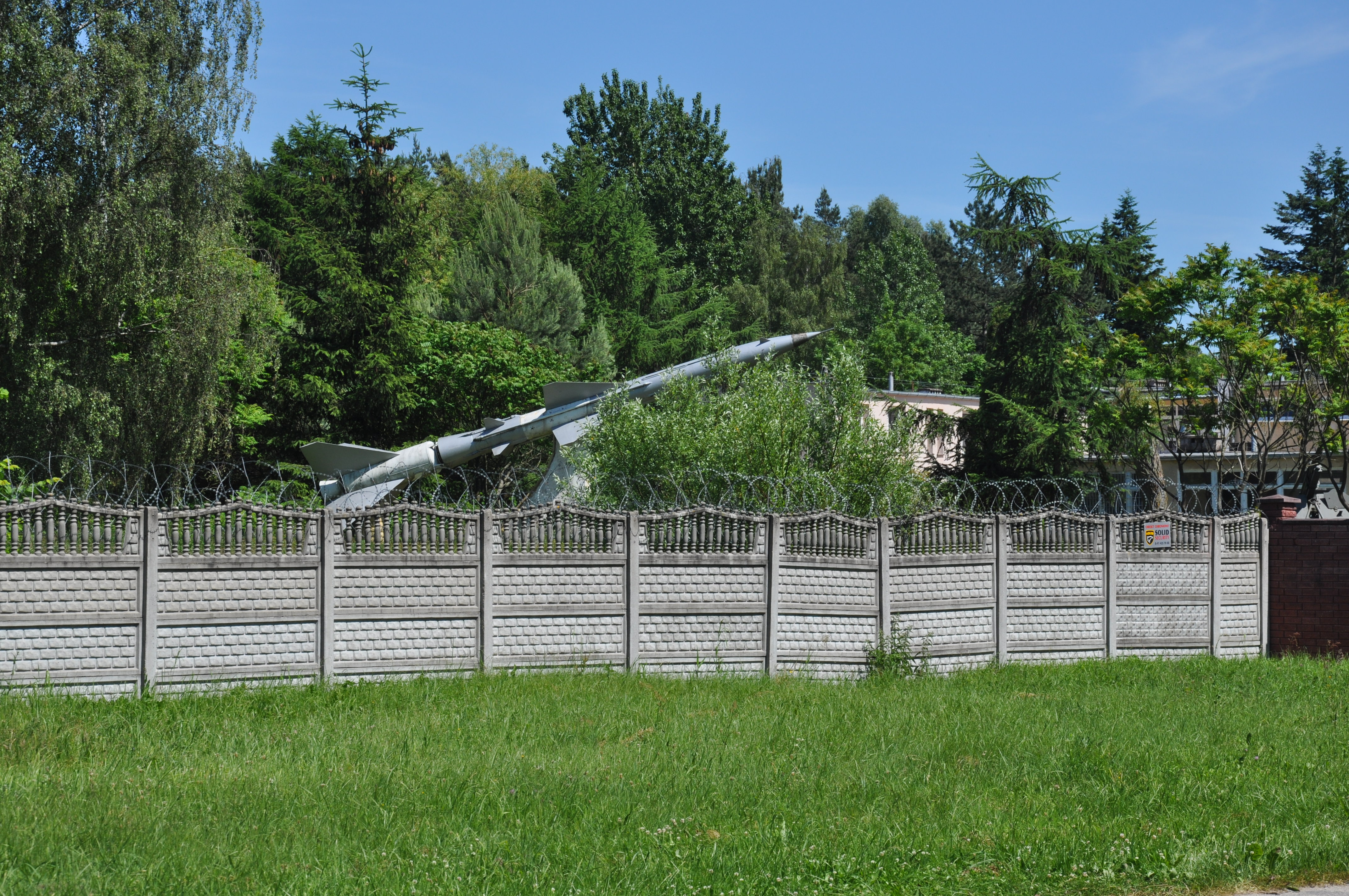
Kobylanka – tu stacjonował 38 dr OP

Nakazywało ono dowódcy WOPK w terminie do 1 września 1968 roku sformować na bazie 129 Samodzielnego pułku artylerii OPK 26 Brygadę Artylerii OPK w składzie:
- dowództwo i 82 dywizjon dowodzenia Obrony Powietrznej z miejscem postoju Gryfice (czasowo Szczecin)
- 36 dywizjon rakietowy Obrony Powietrznej (Dobra Szczecińska)
- 37 dywizjon rakietowy Obrony Powietrznej (Nowogard), (Glicko)
- 38 dywizjon rakietowy Obrony Powietrznej (Stargard Szczeciński), (Kobylanka)
- 39 dywizjon rakietowy Obrony Powietrznej (Gryfino), (Czarnówek).

Wszystkie dywizjony otrzymały obiekty wybudowane od podstaw. Były one wprawdzie nowe, ale prac związanych z ich adaptacją do potrzeb środowisk żołnierskich nie brakowało. Żołnierze jednostek sami budowali strzelnice, ośrodki szkolenia fizycznego oraz potrzebne stanowiska w rejonie stref bojowych. Wyznaczone grupy kadry i żołnierzy zasadniczej służby wojskowej odbywały intensywne szkolenia na sprzęcie bojowym w 3 Dywizji Artylerii i 4 Brygadzie Artylerii.
Zadaniem brygady była ochrona i obrona zespołu portowego Szczecin. Pierwszy etap formowania trwał od początków września do grudnia 1967. Wyznaczona do pełnienia dalszej służby w brygadzie kadra i żołnierze 129 Samodzielnego pułku artylerii byli kierowani na kursy przeszkolenia w Centrum Szkolenia Specjalistów Artylerii i Radiotechniki WOPK w Bemowie Piskim. Po jego zakończeniu kierowani byli do istniejących już jednostek rakietowych w celu doskonalenia umiejętności praktycznych.
6 stycznia 1968 roku w kompleksie koszarowym przy ul. Ku Słońcu po raz pierwszy stanęli na zbiórce żołnierze brygady. Odczytano rozkaz Ministra Obrony Narodowej nr 03 z 3 stycznia 1968 w sprawie powołania brygady.
6 stycznia 1968 jest uznawany za datę powstania 26 Brygady Artylerii OPK. W połowie sierpnia dotarł pierwszy transport kolejowy z zestawami rakietowymi ziemia-powietrze typu PZR S-75M „Wołchow”. Dla zapewnienia tajemnicy, w godzinach nocnych, zestawy były transportowane na stanowiska bojowe dywizjonów.
1 września 1968 roku rozwiązano 129 Samodzielny pułk artylerii, a sztandar oraz numer jednostki przekazano 26 Brygadzie Artylerii OPK. Kadra pułku w większości stanowiła obsadę nowo powstałej brygady.
Do 14 września wszystkie dywizjony osiągnęły gotowość bojową, W dniach 18-19 września dowódca brygady przeprowadził zajęcia taktyczno-bojowe ze wszystkimi jednostkami brygady. Wykazały one dobrą organizację łączności oraz nieznajomość wielu problemów związanych z budową i eksploatacją sprzętu.
Rozkazem Dowódcy 2 Korpusu OPK nr 0013 z 1 lutego 1969 brygada została włączona do systemu pełnienia dyżurów w Wojskach OPK

## Rozwój organizacyjny brygady
Początek 1969 roku to również początek kolejnego etapu rozwoju organizacyjnego brygady. Z istniejącej kadry wyznaczono kolejne grupy organizacyjne dla sformowania nowych jednostek rakietowych. Część kadry i żołnierzy wyjechała do Bemowa Piskiego, a grupy kwatermistrzowskie udały się na wybrzeże Bałtyku w celu przejęcia i przystosowania nowo budowanych obiektów koszarowych. Od marca do maja w istniejących już dywizjonach powstawały kolejne dywizjony, także wyposażone w zestawy S-75M.
Formowanie dywizjonów  na linii brzegowej wiązało się z realizacją koncepcji obrony wybrzeża morskiego przez środki rakietowe. Realizacja tej koncepcji spowodowała, że w połowie lat siedemdziesiątych dywizjony rakietowe powstały od Świnoujścia na zachodzie po Sobieszewo na wschodzie wybrzeża. Jednostki brygady miały znaczny udział w tworzeniu tej linii.
Sformowano
- 40 dywizjon rakietowy Obrony Powietrznej (Kołczewo)
- 41 dywizjon rakietowy Obrony Powietrznej (Mrzeżyno)
- 42 dywizjon rakietowy Obrony Powietrznej (Ustronie Morskie)
- 43 dywizjon rakietowy Obrony Powietrznej (Darłowo), (Dąbki)

We wrześniu nowo organizowane dywizjony osiągnęły gotowość bojową i zostały włączone w system pełnienia dyżurów bojowych.
W drugiej dekadzie kwietnia 1969 roku większość sil brygady wyjechała na zgrupowanie poligonowe do Zegrza Pomorskiego, przygotowując się do wyjazdu na poligon rakietowy w Aszułuku w Kazachskiej SRR. 10 lipca dywizjon dowodzony przez mjr. Bronisława Rokickiego odpalił pierwszą bojową rakietę do imitatora celu powietrznego, uzyskując bezpośrednie trafienie.
22 lipca 1969 roku poczet sztandarowy brygady reprezentował Wojska OPK na uroczystej odprawie wart przed Grobem Nieznanego Żołnierza w Warszawie.
W kwietniu 1970 r. sformowano kolejny, 43. dywizjon rakietowy uzbrojony w zestaw typu PZR S-75M „Wołchow”, który zajął stanowiska ogniowe w pobliżu miejscowości Dąbki koło Darłowa.
2 maja grupa kwatermistrzowska przejęła kompleks koszarowy w Gryficach, gdzie 16 czerwca rozpoczął się proces przenoszenia dowództwa brygady i podległej jednostki zabezpieczenia, zakończony 18 sierpnia.
W maju na zgrupowanie poligonowe na lotnisku w Goleniowie, przygotowujące do strzelań bojowych, wyjechały kolejne trzy dywizjony. Strzelały one w pierwszej połowie czerwca do zmodyfikowanego celu powietrznego typu „Ła”, uzyskując trzy oceny bardzo dobre.
1 września 1970 roku żołnierze brygady wzięli udział w uroczystościach na pl. Zwycięstwa w Gryficach, informując w ten sposób społeczeństwo miasta o swoim przybyciu. Od tej pory na żadnej uroczystości patriotycznej nie zabrakło żołnierzy brygady. Przeniesienie dowództwa brygady do Gryfic zamknęło drugi etap zmian organizacyjnych.
W 1972 roku Minister Obrony Narodowej wyróżnił brygadę „Medalem za osiągnięcia w służbie wojskowej”. Równało się to z uznaniem jednostki za najlepszą w Wojsku Polskim. Medalem tym brygada była wyróżniana jeszcze pięciokrotnie: w latach 1979, 1980, 1983, 1986 i 1987.

### Kolejny etap rozwoju
Trzeci etap tworzenia brygady to lata 1973–1974. W tym okresie ugrupowanie bojowe brygady powiększyło się o kolejne dywizjony rakietowe uzbrojone w przeciwlotnicze zestawy rakietowe typu S-125M Newa:
- 66 dywizjon rakietowy Obrony Powietrznej (Wicko Morskie) (Nacmierz),
- 67 dywizjon rakietowy Obrony Powietrznej (Unieście),
- 70 dywizjon rakietowy Obrony Powietrznej (Łunowo),
- 71 dywizjon rakietowy Obrony Powietrznej (Pobierowo).

Były one rozmieszczane – tak jak poprzednie – wzdłuż wybrzeża morskiego, naprzemiennie z zestawami S75M, rozciągając ugrupowanie bojowe prawie do Ustki, gdzie sąsiadowało z Jednostkami 4 Brygady OPK z Gdyni. Zasięgi rażenia rakiet z sąsiadujących dywizjonów zachodziły (w pewnym stopniu) na siebie.
Nowo powstałe dywizjony wraz z istniejącymi wzięły udział w strzelaniach bojowych na poligonie w Kazachstanie.
Proces wyjazdu na poligon w ZSRR skończyła brygada w sierpniu 1989 roku. W wolnej Polsce strzelania odbywały się na krajowym poligonie w Wicku Morskim.
Bilans strzelań był imponujący. Brygada wyjeżdżała na poligon szesnastokrotnie, wystrzeliła 90 rakiet, niszcząc wszystkie wskazane cele powietrzne w różnych warunkach strzelań - od prostych stożków, do strzelań w warunkach zakłóceń.
W 1983 roku brygada została poddana kontroli przez Inspekcję Sił Zbrojnych. Osiągnięta ocena (4,38) była najwyższa w Wojsku Polskim. W tym też roku brygada została wyróżniona Orderem Sztandaru Pracy I klasy.
Czwarty etap tworzenia brygady to połowa lat osiemdziesiątych. Wiąże się to z powstaniem pułku rakiet dalekiego zasięgu. W 1985 roku sformowano 78 pułk artylerii OPK w Mrzeżynie wyposażony w zestaw rakietowy S-200 Wega
W 1990 roku nastąpiła zmiana nazwy na 26 Brygadę Artylerii Rakietowej OPK, a w 1991 roku – ze względu na połączenie WOPK i DWLot - doszło do kolejnej zmiany nazwy – na 26 Brygadę Rakietową Obrony Powietrznej.

## Dowódcy brygady
- 1969 – płk dypl. Zbigniew Badocha
- 1969-1970 – płk dypl. Jan Łazarczyk
- 1970-1976 – płk dypl. Mieczysław Wasąg
- 1976-1989 – płk dypl. Michał Konkowski
- 1989-1990 – płk dypl. Wojciech Kołodziej
- 1990-1991 – ppłk mgr inż. Zygmunt Salata
- 1991-2000 – płk dypl. Zbigniew Parol
- 2000-2001 – płk dypl. Andrzej Tetkowski

## Wyróżnienia
- Orderem Sztandaru Pracy I klasy – 1983
- medalem „Za osiągnięcia w służbie wojskowej” (6-krotnie)
- Znakiem Honorowym Sił Zbrojnych (2-krotnie)
- odznaką honorową „Za zasługi dla WOPK” (3-krotnie)
- Statuetką Ikara – w roku jubileuszu 25-lecia istnienia brygady
- odznaką „Gryfa Pomorskiego” – za zasługi dla województwa szczecińskiego